# أشرف بدر الدين
أشرف محمود بدر الدين (2 أكتوبر 1963-) مهندس مصري، عضو لجنة الخطة والموازنة في مجلس الشعب المصري، عن الدورة البرلمانية 2005-2010، وعضو الكتلة البرلمانية لنواب الإخوان المسلمين عن دائرة أشمون المنوفية. مواليد أشمون 

## التعليم
- بكالوريوس هندسة الإنتاج والتصميم الميكانيكى – كلية الهندسة والتكنولوجيا بشبين الكوم – جامعة المنوفية عام 1988م.
- دبلوم دراسات عليا إدارة أعمال «تنمية إدارية» كلية التجارة – [جامعة المنوفية] عام 2003م.
- دبلوم الدراسات الإسلامية - المعهد العالي للدراسات الإسلامية - عام 2009

## النشاط السياسى
- عضو مجلس الشورى 2012
- وكيل لجنة الخطة والموازنة بمجلس الشعب 2011
- عضو الهيئة العليا لحزب الحرية والعدالة
- عضو اللجنة الاقتصادية بالحزب
- عضو أمانة الحزب بمحافظة المنوفية
- عضو منظمة برلمانيون عرب ضد الفساد
- عضو مؤسس حركة لا لبيع مصر
- عضو مجلس الشعب عن الدائرة الانتخابية: الدائرة العاشرة ومقرها مركز شرطة أشمون – محافظة المنوفية. الدورة البرلمانية 2005-2010
- مرشح مجلس الشعب فئات عن دائرة أشمون محافظة المنوفية عام 2000م.
- عضو مجلس شعبي محلى مدينة أشمون دورة 1992 – 1995م.
- أمين اللجنة الثقافية باتحاد الطلاب كلية الهندسة والتكنولوجيا – جامعة المنوفية.
- عضو مؤسس بأمانة لجنة التنسيق بين الأحزاب والنقابات والقوى السياسية والوطنية بمحافظة المنوفية.
- تعرض للسجن والاعتقال بسبب نشاطه السياسي والاجتماعي ثلاث مرات (1987 – 1995- 2003).

## العمل
- العضو المنتدب والمدير العام للشركة المصرية للتنمية والتجارة «نماء» 2004 حتى الآن.
- مدير جمعية المواساة الخيرية الإسلامية بالمنوفية 2002 – 2004م.
- مدير مستشفى المواساة الإسلامي الخيرى التخصصى بأشمون 2000 – 2002م.
- مدير مصانع شركة الأندلس للصناعات الغذائية – مدينة السادات 1998 – 2000 م.
- مدير مكتب الأمانة العامة لاتحاد المنظمات الهندسية للدول الإسلامية 1990 – 1998م.